# Rhopalopsole tricuspis
Rhopalopsole tricuspis is een steenvlieg uit de familie naaldsteenvliegen (Leuctridae). De wetenschappelijke naam van de soort is voor het eerst geldig gepubliceerd in 2012 door Qian & Du.